# Critics’ Choice Movie Awards 2014
Die Critics’ Choice Movie Awards 2014 wurden von der Broadcast Film Critics Association am 16. Januar 2014 im Barker Hangar auf dem Santa Monica Airport im kalifornischen Santa Monica vergeben. Die Kritiker würdigten auf der insgesamt 19. Verleihung der Awards die besten Leistungen des Filmjahres 2013. Die Zeremonie wurde live auf dem US-Fernsehsender The CW ausgestrahlt.
Die Nominierungen für die diesjährigen 28 Kategorien wurden am 16. Dezember 2013 bekanntgegeben.

## Gewinner und Nominierte
| Film                                  | N   | A |
| ------------------------------------- | --- | - |
| American Hustle                       | 130 | 4 |
| 12 Years a Slave                      | 130 | 3 |
| Gravity                               | 100 | 7 |
| Her                                   | 6   | 1 |
| The Wolf of Wall Street               | 6   | 1 |
| Captain Phillips                      | 6   | 0 |
| Nebraska                              | 6   | 0 |
| Der Hobbit: Smaugs Einöde             | 5   | 0 |
| Im August in Osage County             | 4   | 0 |
| Genug gesagt                          | 4   | 0 |
| Inside Llewyn Davis                   | 4   | 0 |
| Iron Man 3                            | 4   | 0 |
| Rush – Alles für den Sieg             | 4   | 0 |
| Saving Mr. Banks                      | 4   | 0 |
| Dallas Buyers Club                    | 3   | 2 |
| Der große Gatsby                      | 3   | 2 |
| Der Butler                            | 3   | 0 |
| Taffe Mädels                          | 3   | 0 |
| Die Tribute von Panem – Catching Fire | 3   | 0 |
| Star Trek Into Darkness               | 3   | 0 |
| Ganz weit hinten                      | 3   | 0 |

### Bester Film
12 Years a Slave
- American Hustle
- Captain Phillips
- Dallas Buyers Club
- Gravity
- Her
- Inside Llewyn Davis
- Nebraska
- Saving Mr. Banks
- The Wolf of Wall Street

### Bester Hauptdarsteller
Matthew McConaughey – Dallas Buyers Club
- Christian Bale – American Hustle
- Bruce Dern – Nebraska
- Chiwetel Ejiofor – 12 Years a Slave
- Tom Hanks – Captain Phillips
- Robert Redford – All Is Lost

### Beste Hauptdarstellerin
Cate Blanchett – Blue Jasmine
- Sandra Bullock – Gravity
- Judi Dench – Philomena
- Brie Larson – Short Term 12
- Meryl Streep – Im August in Osage County (August: Osage County)
- Emma Thompson – Saving Mr. Banks

### Bester Nebendarsteller
Jared Leto – Dallas Buyers Club
- Barkhad Abdi – Captain Phillips
- Daniel Brühl – Rush – Alles für den Sieg (Rush)
- Bradley Cooper – American Hustle
- Michael Fassbender – 12 Years a Slave
- James Gandolfini – Genug gesagt (Enough Said)

### Beste Nebendarstellerin
Lupita Nyong’o – 12 Years a Slave
- Scarlett Johansson – Her
- Jennifer Lawrence – American Hustle
- Julia Roberts – Im August in Osage County (August: Osage County)
- June Squibb – Nebraska
- Oprah Winfrey – Der Butler (The Butler)

### Beste Jungdarsteller
Adèle Exarchopoulos – Blau ist eine warme Farbe (La vie d’Adèle)
- Asa Butterfield – Ender’s Game – Das große Spiel (Ender’s Game)
- Liam James – Ganz weit hinten (The Way, Way Back)
- Sophie Nélisse – Die Bücherdiebin (The Book Thief)
- Tye Sheridan – Mud – Kein Ausweg (Mud)

### Bestes Schauspielensemble
American Hustle
- 12 Years a Slave
- Im August in Osage County (August: Osage County)
- Der Butler (The Butler)
- Nebraska
- The Wolf of Wall Street

### Beste Regie
Alfonso Cuarón – Gravity
- Paul Greengrass – Captain Phillips
- Spike Jonze – Her
- Steve McQueen – 12 Years a Slave
- David O. Russell – American Hustle
- Martin Scorsese – The Wolf of Wall Street

### Bestes Originaldrehbuch
Spike Jonze – Her
- Woody Allen – Blue Jasmine
- Ethan und Joel Coen – Inside Llewyn Davis
- Bob Nelson – Nebraska
- Eric Warren Singer und David O. Russell – American Hustle

### Bestes adaptiertes Drehbuch
John Ridley – 12 Years a Slave
- Steve Coogan und Jeff Pope – Philomena
- Tracy Letts – Im August in Osage County (August: Osage County)
- Richard Linklater, Ethan Hawke und Julie Delpy – Before Midnight
- Billy Ray – Captain Phillips
- Terence Winter – The Wolf of Wall Street

### Beste Kamera
Emmanuel Lubezki – Gravity
- Sean Bobbitt – 12 Years a Slave
- Roger Deakins – Prisoners
- Bruno Delbonnel – Inside Llewyn Davis
- Phedon Papamichael – Nebraska

### Bestes Szenenbild
Catherine Martin und Beverley Dunn – Der große Gatsby (The Great Gatsby)
- K. K. Barrett und Gene Serdena – Her
- Dan Hennah und Ra Vincent – Der Hobbit: Smaugs Einöde (The Hobbit: The Desolation of Smaug)
- Andy Nicholson und Rosie Goodwin – Gravity
- Adam Stockhausen und Alice Baker – 12 Years a Slave

### Bester Schnitt
Alfonso Cuarón und Mark Sanger – Gravity
- Alan Baumgarten, Jay Cassidy und Crispin Struthers – American Hustle
- Daniel P. Hanley und Mike Hill – Rush – Alles für den Sieg (Rush)
- Christopher Rouse – Captain Phillips
- Thelma Schoonmaker – The Wolf of Wall Street
- Joe Walker – 12 Years a Slave

### Beste Kostüme
Catherine Martin – Der große Gatsby (The Great Gatsby)
- Bob Buck, Lesley Burkes-Harding, Ann Maskrey und Richard Taylor – Der Hobbit: Smaugs Einöde (The Hobbit: The Desolation of Smaug)
- Patricia Norris – 12 Years a Slave
- Daniel Orlandi – Saving Mr. Banks
- Michael Wilkinson – American Hustle

### Bestes Make-up
American Hustle
- 12 Years a Slave
- Der Hobbit: Smaugs Einöde (The Hobbit: The Desolation of Smaug)
- Der Butler (The Butler)
- Rush – Alles für den Sieg (Rush)

### Beste visuelle Effekte
Gravity
- Der Hobbit: Smaugs Einöde (The Hobbit: The Desolation of Smaug)
- Iron Man 3
- Pacific Rim
- Star Trek Into Darkness

### Bester animierter Spielfilm
Die Eiskönigin – Völlig unverfroren (Frozen)
- Die Croods (The Croods)
- Ich – Einfach unverbesserlich 2 (Despicable Me 2)
- Die Monster Uni (Monsters University)
- Kaze Tachinu (風立ちぬ)

### Bester Actionfilm
Lone Survivor
- Die Tribute von Panem – Catching Fire (The Hunger Games: Catching Fire)
- Iron Man 3
- Rush – Alles für den Sieg (Rush)
- Star Trek Into Darkness

### Bester Schauspieler in einem Actionfilm
Mark Wahlberg – Lone Survivor
- Henry Cavill – Man of Steel
- Robert Downey Jr. – Iron Man 3
- Brad Pitt – World War Z

### Beste Schauspielerin in einem Actionfilm
Sandra Bullock – Gravity
- Jennifer Lawrence – Die Tribute von Panem – Catching Fire (The Hunger Games: Catching Fire)
- Evangeline Lilly – Der Hobbit: Smaugs Einöde (The Hobbit: The Desolation of Smaug)
- Gwyneth Paltrow – Iron Man 3

### Beste Komödie
American Hustle
- Genug gesagt (Enough Said)
- Taffe Mädels (The Heat)
- Das ist das Ende (This Is the End)
- Ganz weit hinten (The Way, Way Back)
- The World’s End

### Bester Schauspieler in einer Komödie
Leonardo DiCaprio – The Wolf of Wall Street
- Christian Bale – American Hustle
- James Gandolfini – Genug gesagt (Enough Said)
- Simon Pegg – The World’s End
- Sam Rockwell – Ganz weit hinten (The Way, Way Back)

### Beste Schauspielerin in einer Komödie
Amy Adams – American Hustle
- Sandra Bullock – Taffe Mädels (The Heat)
- Greta Gerwig – Frances Ha
- Julia Louis-Dreyfus – Genug gesagt (Enough Said)
- Melissa McCarthy – Taffe Mädels (The Heat)

### Bester Sci-Fi-/Horrorfilm
Gravity
- Conjuring – Die Heimsuchung (The Conjuring)
- Star Trek Into Darkness
- World War Z

### Bester fremdsprachiger Film
Blau ist eine warme Farbe (La vie d’Adèle)
- La Grande Bellezza – Die große Schönheit (La grande bellezza)
- Die Jagd (The Hunt)
- Le passé – Das Vergangene (Le Passé)
- Das Mädchen Wadjda (وجدة)

### Bester Dokumentarfilm
20 Feet from Stardom
- The Act of Killing
- Blackfish
- Stories We Tell
- Tim’s Vermeer

### Bestes Lied
„Let It Go“ von Robert Lopez und Kristen Anderson-Lopez – Die Eiskönigin – Völlig unverfroren (Frozen)
- „Atlas“ von Coldplay – Die Tribute von Panem – Catching Fire (The Hunger Games: Catching Fire)
- „Happy“ von Pharrell Williams – Ich – Einfach unverbesserlich 2 (Despicable Me 2)
- „Ordinary Love“ von U2 – Mandela – Der lange Weg zur Freiheit (Mandela: Long Walk to Freedom)
- „Please Mr. Kennedy“ von Ed Rush, George Cromarty, T Bone Burnett, Justin Timberlake und Ethan und Joel Coen – Inside Llewyn Davis
- „Young & Beautiful“ von Lana Del Rey – Der große Gatsby (The Great Gatsby)

### Bester Komponist
Steven Price – Gravity
- Arcade Fire – Her
- Thomas Newman – Saving Mr. Banks
- Hans Zimmer – 12 Years a Slave